# Al Harrington
Albert "Al" Harrington (Orange, 17 de fevereiro de 1980) é um ex-basquetebolista profissional estadunidense que atuava como ala-pivô pela NBA.